# Luverne (Dakota du Nord)
Pour les articles homonymes, voir Luverne.
La ville de Luverne est située dans le comté de Steele, dans l’État du Dakota du Nord, aux États-Unis. Lors du recensement de 2010, sa population s’élevait à 31 habitants.

## Histoire
Luverne a été fondée en 1912.

## Démographie
| 1920 | 1930 | 1940 | 1950 | 1960 | 1970 |
| ---- | ---- | ---- | ---- | ---- | ---- |
| 225  | 177  | 187  | 154  | 109  | 84   |

| 1980 | 1990 | 2000 | 2010 | - | - |
| ---- | ---- | ---- | ---- | - | - |
| 65   | 41   | 44   | 31   | - | - |

## Source
- (en) Cet article est partiellement ou en totalité issu de l’article de Wikipédia en anglais intitulé « Luverne, North Dakota » (voir la liste des auteurs).